# Mecklenburger Straße 22 (Wismar)
Das Wohn- und Geschäftshaus Mecklenburger Straße 22 (Mältzhaus) in Wismar-Altstadt, Mecklenburger Straße in der Nähe zum Markt, stammt von 1566 bzw. aus dem Barock. 
Das Gebäude steht unter Denkmalschutz.

## Geschichte
Das zweigeschossige verputzte Giebelhaus von 1566 hat einen späteren dreigeschossigen barocken Volutengiebel mit Abschluss als Segmentbogen und eine einfache Rückfassade. Teile des Gebäudes stammen aus dem 15. Jahrhundert. In der zweiten Hälfte des 19. Jahrhunderts wurde es umgebaut und danach führte eine neue Holztreppe zum Keller. Seit Anfang 1900 befand sich im Erdgeschoss ein Laden. 
Um 2010/11 wurde das Gebäude mit Fördermitteln saniert und der Eingang umgestaltet mit einer zweiflügligen klassizistischen Haustür und einem gläsernen Windfang zum Mittelflur als Zugang zu dem Laden. Der historische Windfang wurde als Abtrennung zum Wohnbereich wieder eingebaut. Der öffentlich zugängliche Mältzhauskeller wird für Veranstaltungen genutzt.